# Triomf

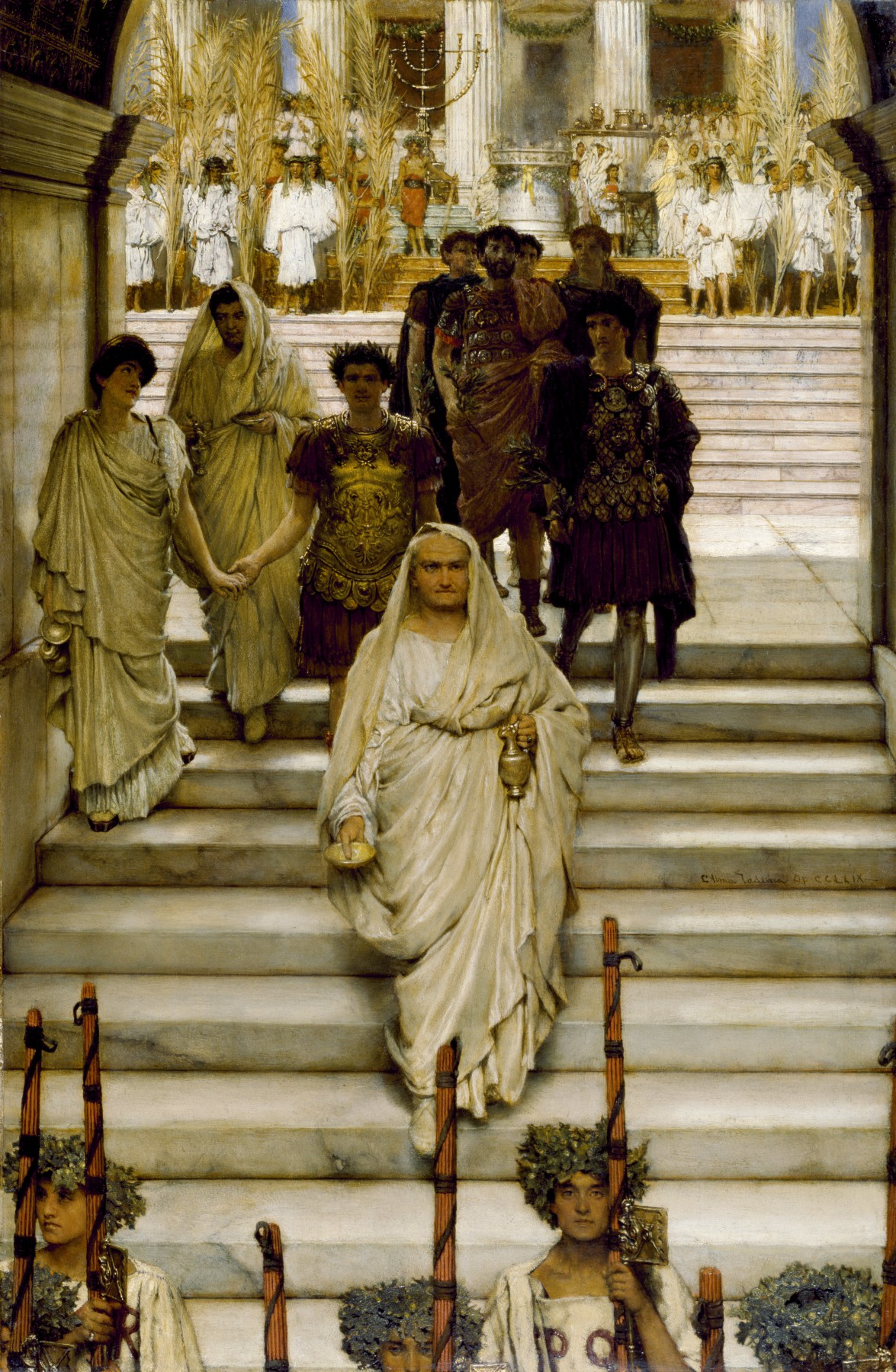
Vespasià i Titus durant la cerimònia del triomf, pintura de (Alma Tadema, 1885).

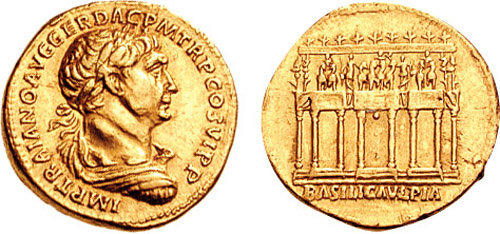
Moneda encunyada per celebrar el triomf de Trajà sobre els dacis

Triomf (Triumphus) era el màxim honor que es podia donar a una persona en l'antiga Roma, gairebé sempre era dedicat a un general després d'una victòria i s'acompanyava amb una celebració desfilant pels carrers principals de la ciutat. El primer triomf es va dedicar a Ròmul per haver vençut els Ceninensi (poble d'origen sabí), que va ser aclamat pels romans en una passejada que va començar al capitoli, passant per la via Sacra, el fòrum i acabant al temple de Júpiter Feretri.

## El primer triomf
Hi ha diverses versions sobre com va ser el primer triomf.
El retorn de Ròmul a Roma amb el botí fet a la guerra contra els caeninenses (on va matar el seu rei Aero) és descrit com un triomf regular (Justus triumphus) el primer dels triomfs romans, com admet Plutarc, però censura a Dionís d'Halicarnàs que diu que Ròmul va entrar en carro tirat per cavalls quan totes les estàtues el representen a peu. Fou Tarquini Prisc o el cònsol Publícola el primer que va triomfar en carruatge.

## Condicions per a rebre el triomf

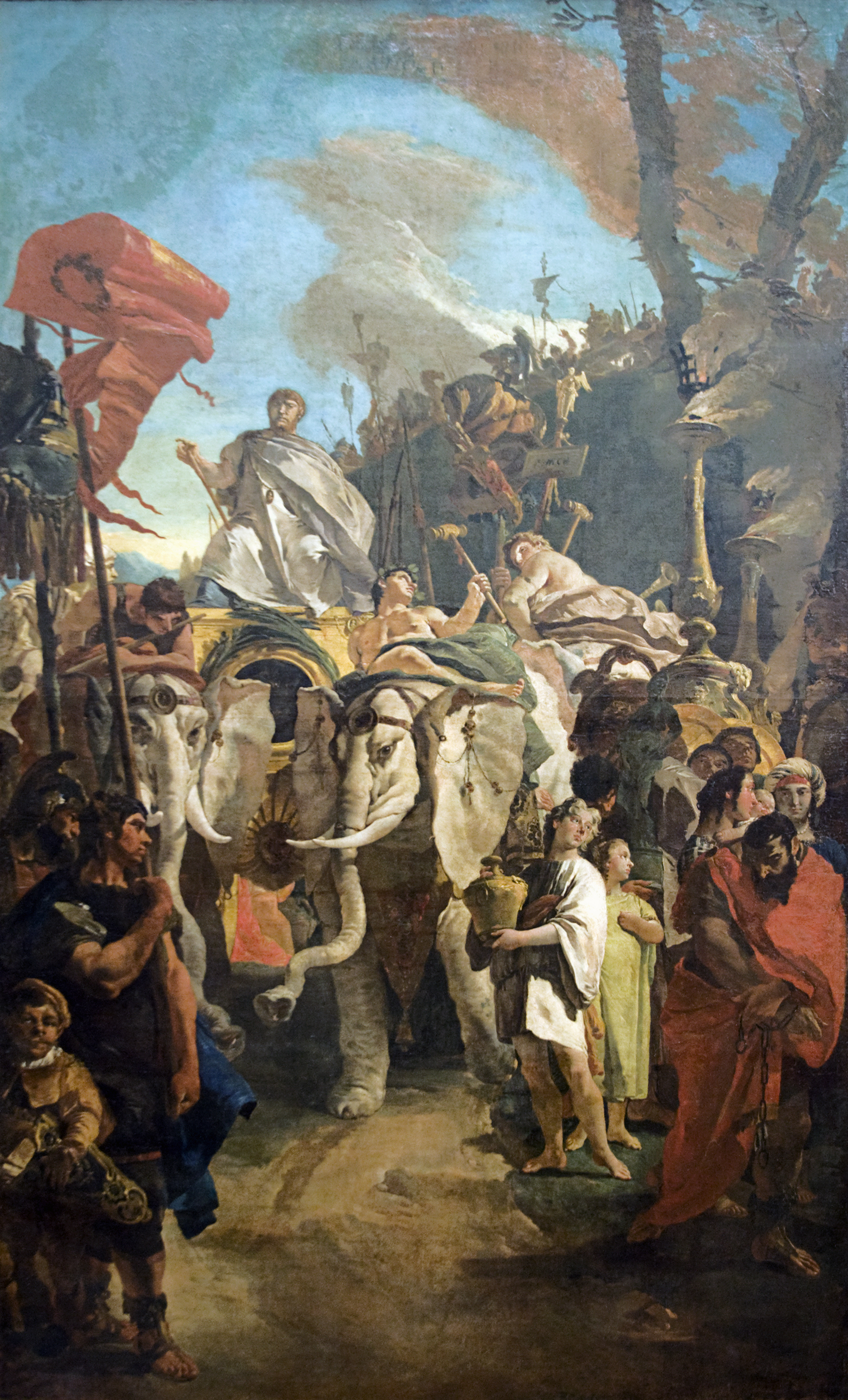
El triomf de Marc Curi Dentat per la victòria sobre Pirros el 275 aC obtinguda en la batalla de Benevento

El general havia d'enviar un informe de la seva victòria i si les informacions eren satisfactòries el senat donava les gràcies; quan el general tornava a Roma amb el seu exèrcit no entrava a la ciutat i esperava; el senat es reunia fora les muralles, generalment al temple de Bel·lona o al d'Apol·lo, per acordar donar el triomf, una ovació o res.
El triomf era reservat als dictadors, als cònsols i als pretors, i així per exemple Publi Corneli Escipió Africà Major no va poder gaudir del triomf tot i haver expulsat els cartaginesos d'Hispània perquè el seu imperium era sine ullo magistrate; la primera vegada que els honors foren concedits fora d'aquesta norma fou el 81 aC a Gneu Pompeu que era un simple cavaller.
Anteriorment, però, el «triomf» es va atorgar a Quint Publili Filó i després de manera habitual a procònsols i propretors, els quals amb el temps van poder obtenir el triomf sense discussió, cosa que al principi no fou freqüent, i per exemple un triomf fou refusat a Luci Lèntul successor d'Escipió a Hispània, perquè tot i haver estat pretor el seu imperium no tenia continuïtat directa sinó que gaudia de pròrroga extraordinària amb un lapsus entremig; aquestes objeccions van ser abandonades al cap d'un temps i al darrer segle de la República els promagistrats podien gaudir del triomf.
Les batalles s'havien de fer sota uns auspicis. Quan una victòria era obtinguda per un llegat estant el general absent, era el general el que obtenia els honors, ja que era el que tenia els auspicis.
Progressivament es van imposar condicions als triomf: es requeria la mort d'almenys cinc mil enemics en batalla per tenir dret al triomf i que la victòria no fos una compensació d'anteriors derrotes; també calia que les baixes romanes fossin petites en comparació a les dels adversaris. Una llei de Luci Mari i Marc Cató va haver d'imposar penes als generals que falsejaven els resultats de les guerres per obtenir el triomf i es va ordenar que en endavant quan el general tornava a la ciutat havia de retre comptes detallades del seu informe davant el qüestor. El triomf no es podia obtenir en una guerra civil i havia de ser en una guerra justa (justis hostilibusque bellis). Només Cèsar va gosar celebrar un triomf sobre els fills de Pompeu a Hispània, i això va provocar l'hostilitat de bona part del poble. Una condició imposada era que per celebrar el triomf calia que la victòria suposés l'extensió dels límits de l'estat, i no la recuperació d'alguna cosa perduda abans. Així quan Fulvi va recuperar Càpua no va gaudir del triomf; una altra condició era que la guerra havia de suposar la submissió del territori i la seva conversió en terra pacificada fins a permetre la retirada de tropes; si no es complia aquesta condició només hi havia dret a ovació (per exemple Marcel en conquerir Siracusa).

## El senat

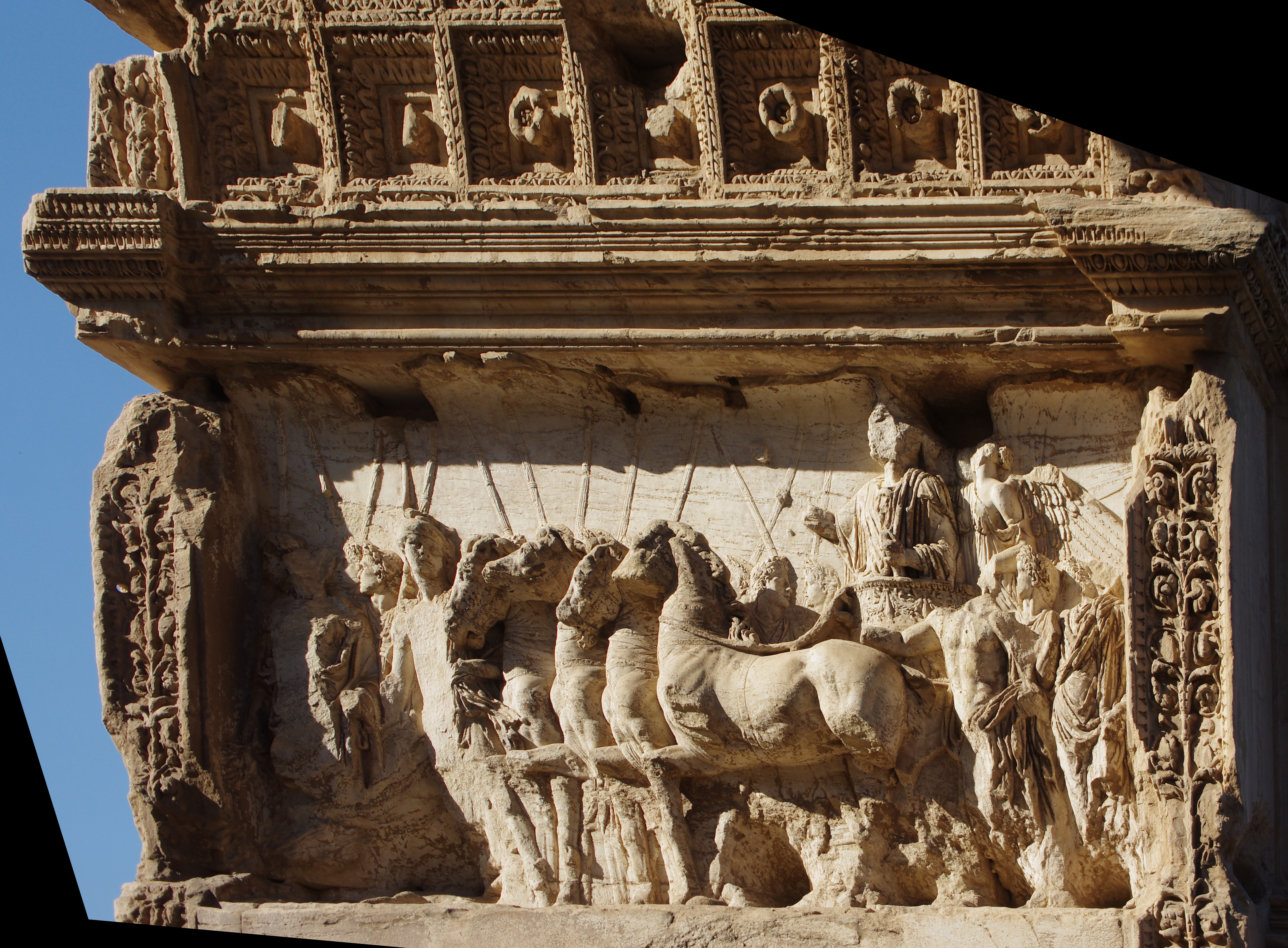
Es van erigir arcs commemoratius d'alguns triomfs. Detall del relleu a l'arc de Titus representant la quadriga de la victòria

El senat romà tenia el dret de decidir la concessió dels triomfs; algunes vegades les assemblees van concedir el triomf, la primera vegada el 446 aC, en oposició a la resolució dels senadors; altres que van rebre els honors de l'assemblea i no del senat foren Gai Marci Rutil (el primer dictador plebeu i el 294 aC el cònsol Luci Postumi Megel I (que tenia l'oposició del senat i de tres tribuns); el 143 aC el cònsol Appi Claudi va insistir a voler celebrar el triomf en desafiament del senat i va desfilar acompanyat de la seva germana Clàudia, una verge vestal, la interposició de la qual el va salvar de ser mort per un tribú; finalment va celebrar el seu triomf de manera particular al mont Albà, cosa que abans ja havia fet Gai Papiri Masó (522 de la fR = 231 aC, o més probablement el 230 aC) i havia estat imitat per Marcel, per Quint Minuci, i altres; Tit Livi esmenta al pretor Cicereu el 173 aC que va fer el seu triomf al Mont Albà.
Quan el senat concedia el triomf votava també la concessió d'uns diners per les despeses i per un plebiscit especial el dia del triomf el que el celebrava conservava el seu imperium, el qual no s'estenia dins les muralles de Roma; per això els que aspiraven al triomf esperaven fora de la ciutat on podien mantenir l'imperium sense necessitat d'un plebiscit.

## El protocol
Era una processó solemne en la qual el general victoriós entrava a la ciutat en carruatge estirat per quatre cavalls; al seu davant els captius i el botí fet a la guerra, i al darrere les seves tropes; passaven per la via sacra i anaven cap al Capitoli per oferir un sacrifici al temple de Júpiter. Aquest tipus de celebracions eren habituals entre les tribus guerreres a l'antiguitat.
L'homenatjat duia una túnica amb guarniments daurats en forma de fulla de palma i una corona triomfal.
El triomf fou reconegut com la cimera de la glòria militar i fou ambicionat per cada general romà. Es concedia per algun esdeveniment remarcable en batalla terrestre o a la mar, però aquests darrers (triomfs navals) foren rars.

Les primeres celebracions del triomf eren senzilles: els caps enemics i altres presoners al davant, el general amb el carruatge al mig, i els militars amb els estàndards al darrere; menjars eren oferts a cada porta i es cantaven cançons de victòria.
Però progressivament la pompa va augmentar i avançada la república el poble rebia la processó vestits de festa; la massa reunida era gran i es buscaven els millors llocs; els temples eren oberts i decorats amb garlandes de flors, fins i tot les petites capelles i imatges, i a cada altar es cremava encens. El general cridava als seus soldats, feia una oració i distribuïa recompenses i diners a cada individu, segons el valor del botí; llavors pujava al carro triomfal i anava cap a la porta trumphalis on era rebut per tot els membres del senat encapçalats pels magistrats. La processó llavors desfilava encapçalada pels senadors i magistrats, seguit d'un cos de trompeters, una sèrie de carruatges amb el botí, en especial els articles principals, més rars o valuosos. Unes persones portaven cartells amb els noms de les nacions vençudes o dels països conquerits; s'exhibien models a escala de les ciutats conquerides fetes en vori o en fusta, i pintures de muntanyes, rius, i altres característiques dels països en qüestió, monedes, armes, cavalls, estàtues, gerres, objectes d'art, pedres precioses, brodats i altres articles elaborats i tot objecte valuós capturat. Seguia un cos de flautistes, i al darrere els animals destinats al sacrifici, braus blancs i bous amb els corns pintats en daurat i decorats, seguits per sacerdots i auxiliars amb els instruments per al sacrifici. Segons el país conquerit podien veure's elefants o altres animals estranys capturats. Després s'exhibien les armes, les insígnies dels enemics i els líders en persona que havien estat fets presoners, seguits per tots els captius inferiors. A continuació venien els regals oferits al general com ara corones i altres, generalment donats per estats clients o aliats; al darrere anaven els lictors del general en una sola fila, amb les fasces (els feixos) decorades amb llorers. El tron del general o imperator estava en un carruatge circular de forma peculiar, estirat per quatre cavalls, que algunes vegades eren blancs. El general anava vestit en roba brodada en or (la toga picta) i túnica florejada (tunica palmata), portant a la mà dreta un llorer i a l'esquerra un ceptre. L'acompanyaven al carro els seus fills infants, si n'hi havia, i alguna vegada algun amic al qui s'honorava especialment amb aquest fet. Al darrere un esclau aguantava una corona etrusca prop del seu cap, i segons Tertul·lià deia a l'orella del imperator "Respice post te, hominem memento te" (Mira darrere teu, recorda que només ets un home), però això no té confirmació (Zonaràs ho diu també però la seva font fou Tertul·lià). Al darrere seguien els fills grans del general, els seus llegats, els tribuns militars del seu exèrcit i els cavallers tots a cavall. I al darrere seguia la infanteria en orde de marxa amb les llances adornades amb llorers, cantant himnes als déus i lloant al seu cap.

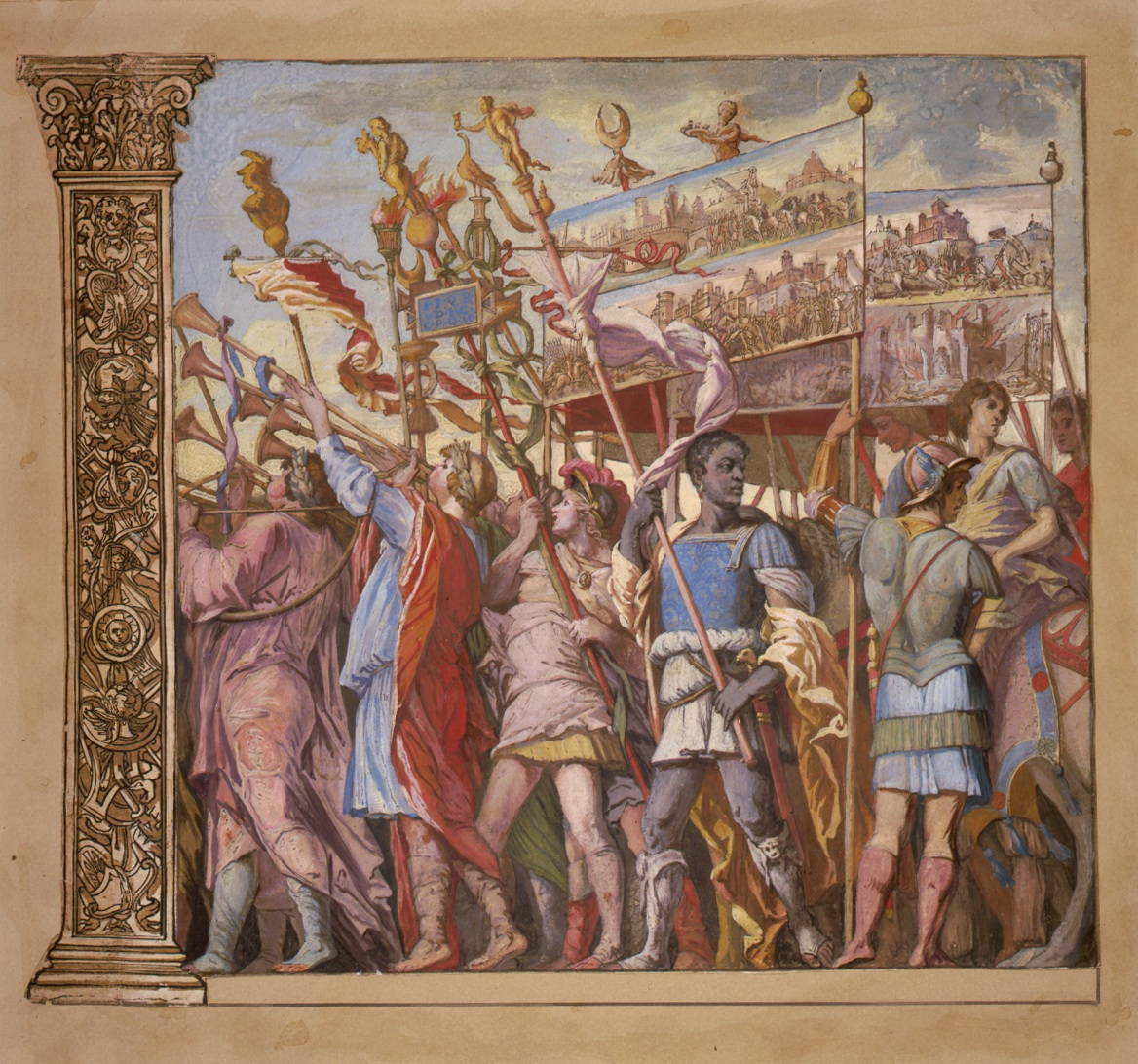
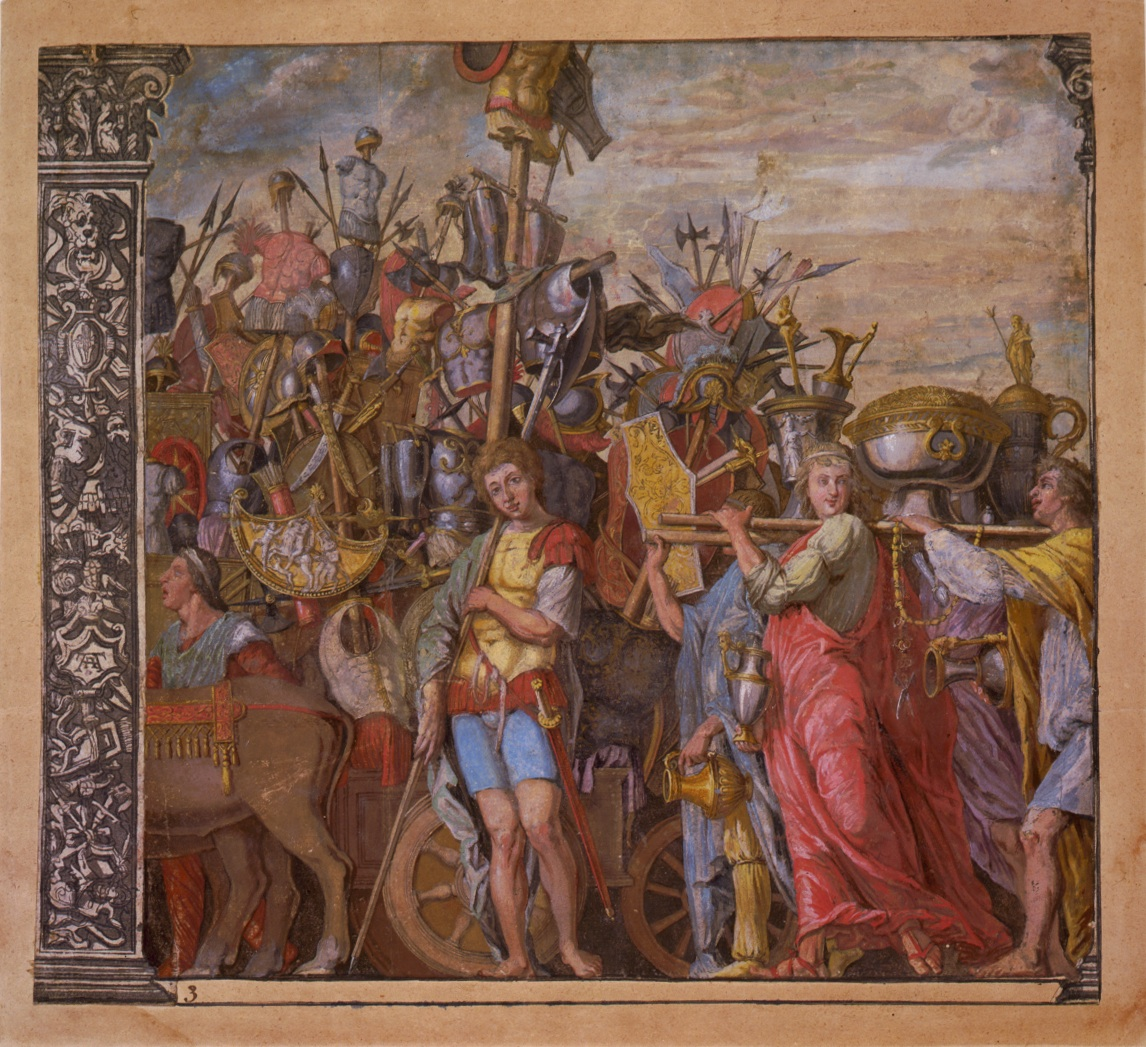
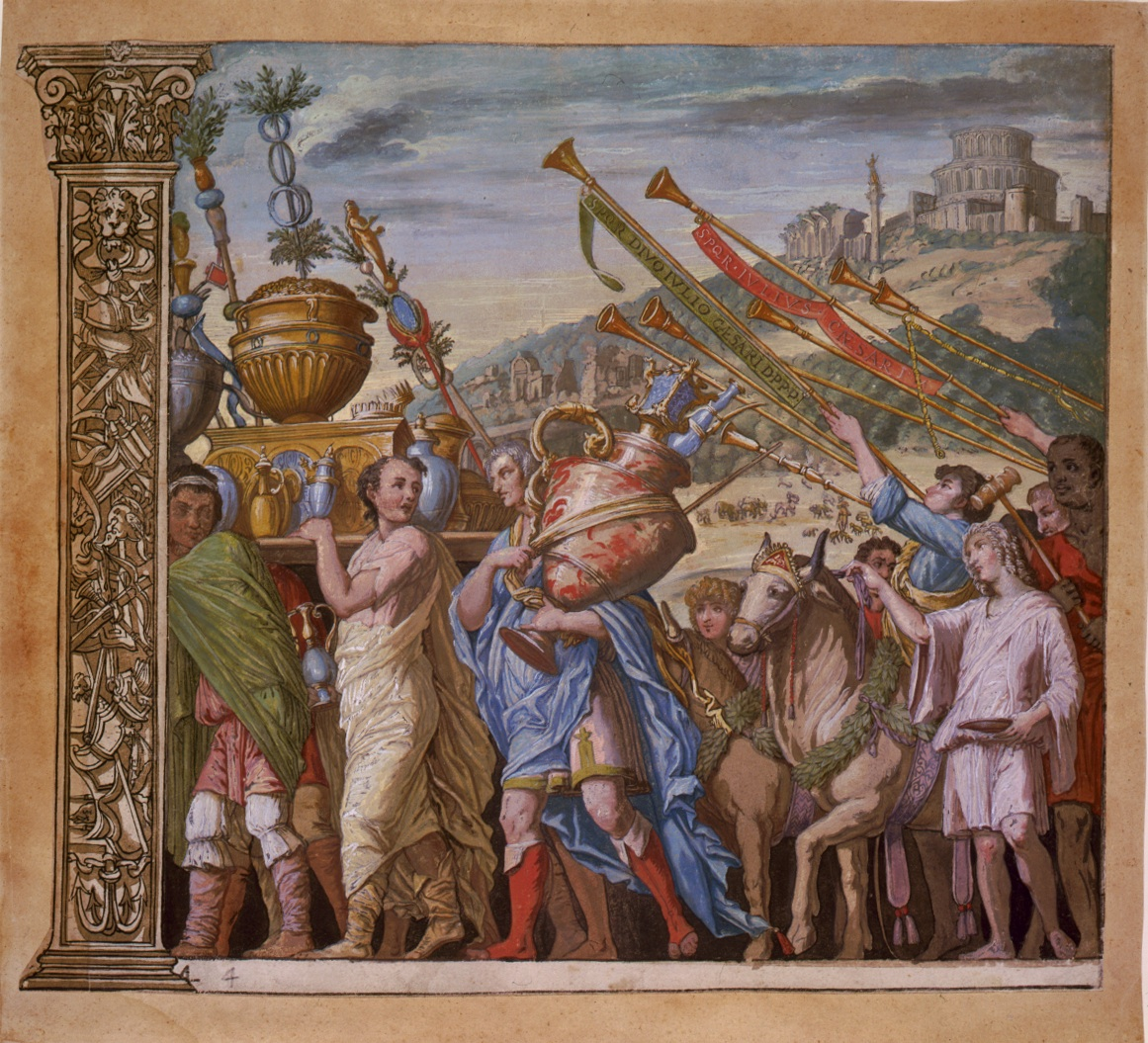
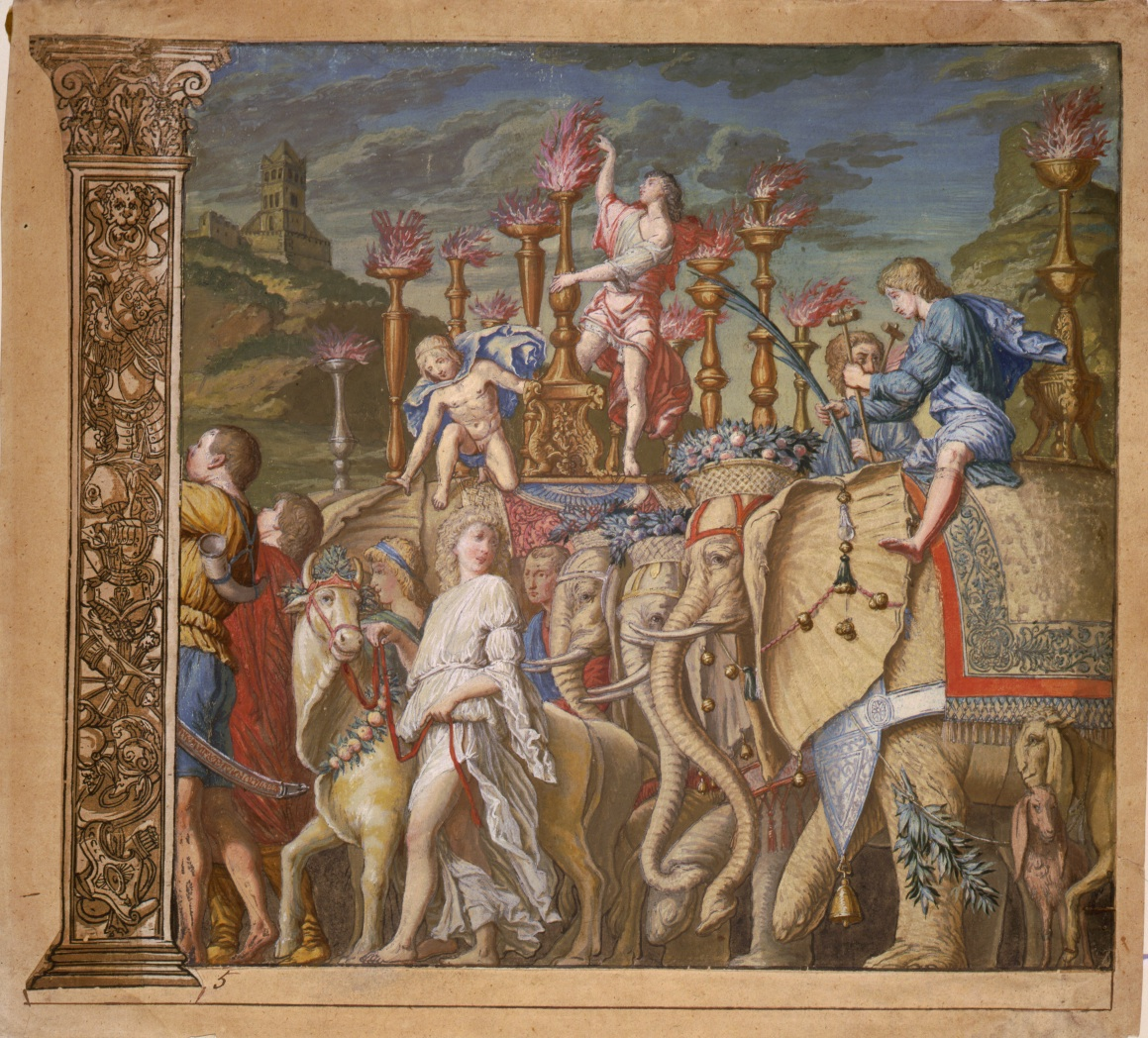
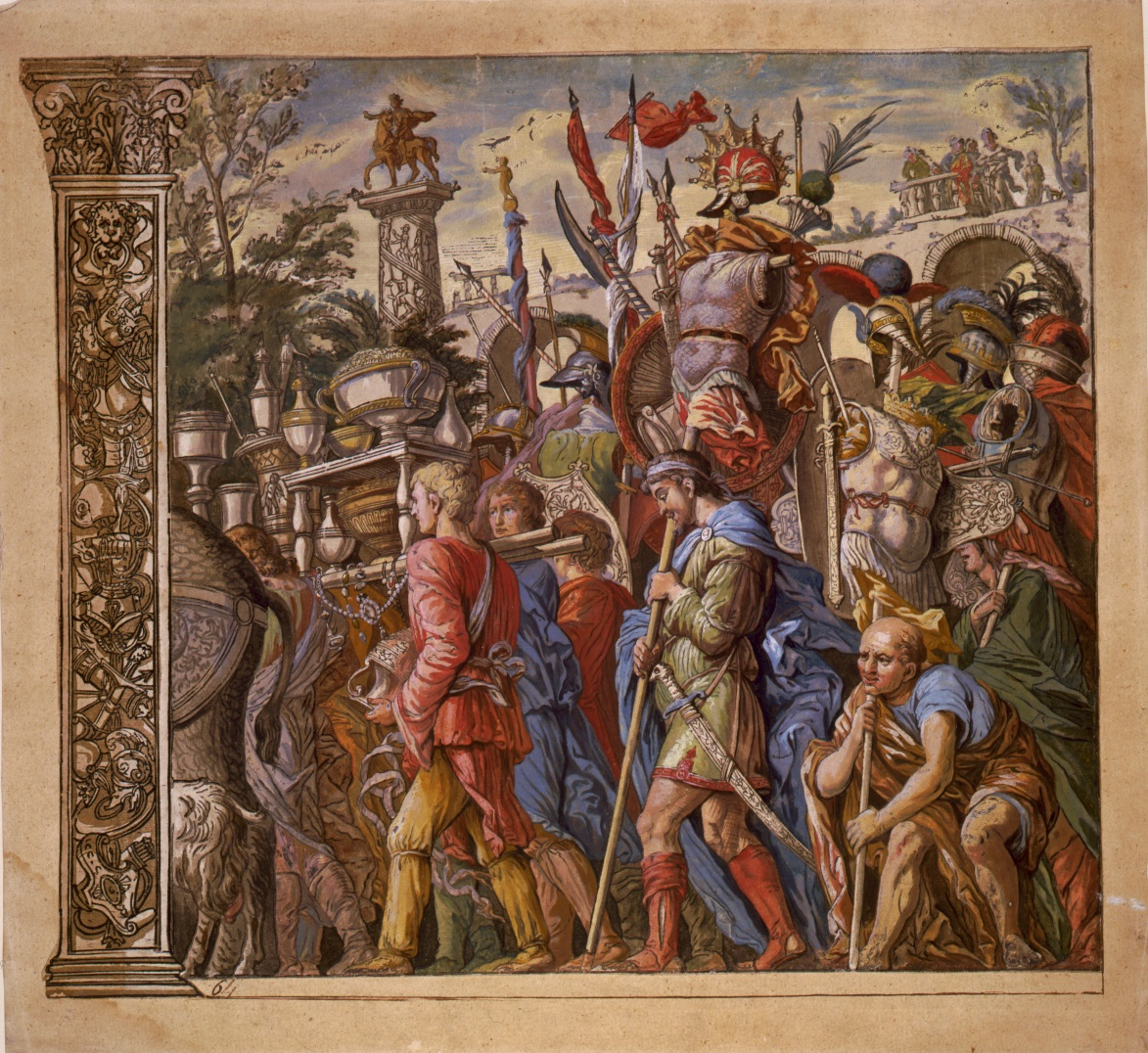
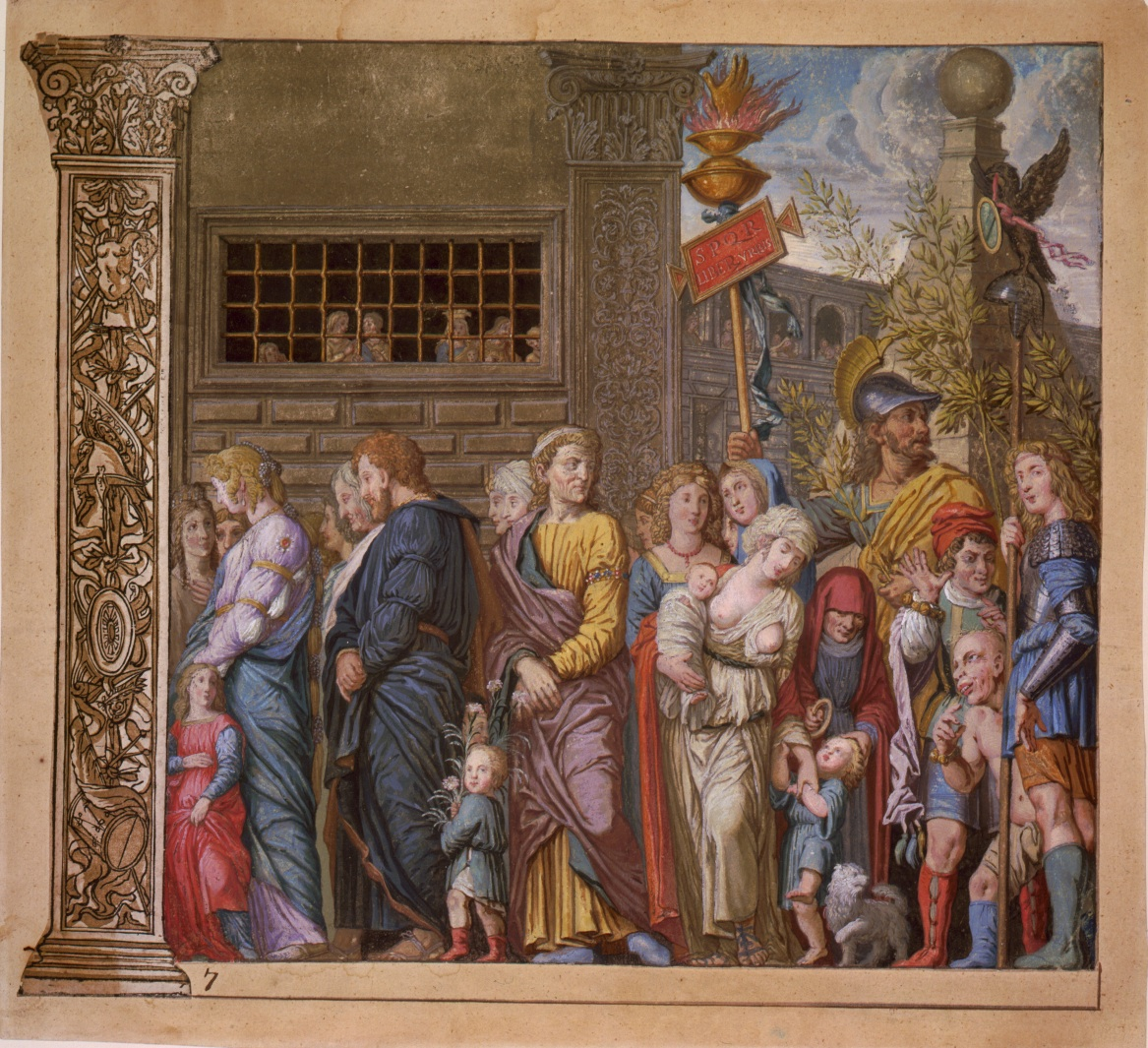
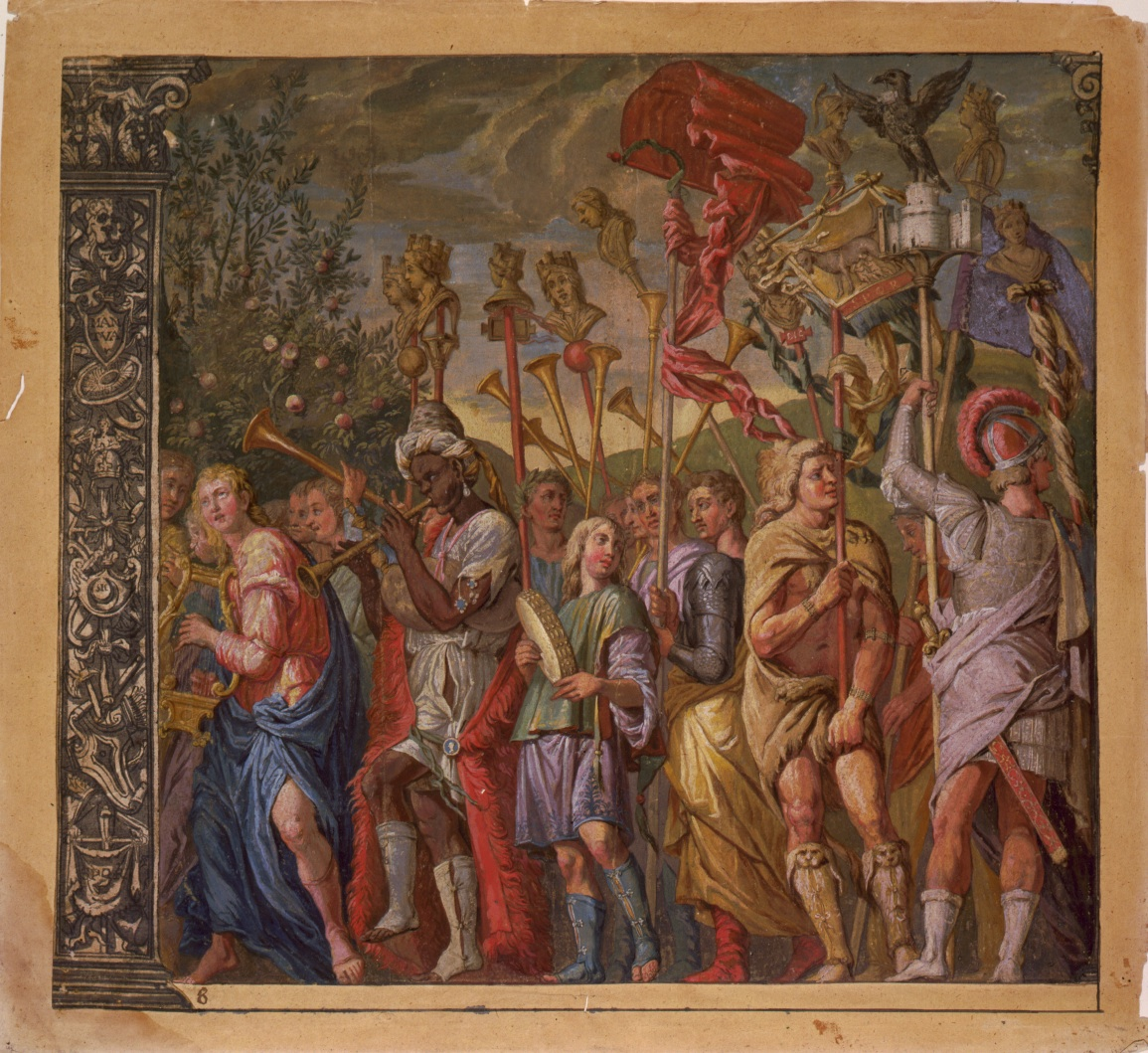
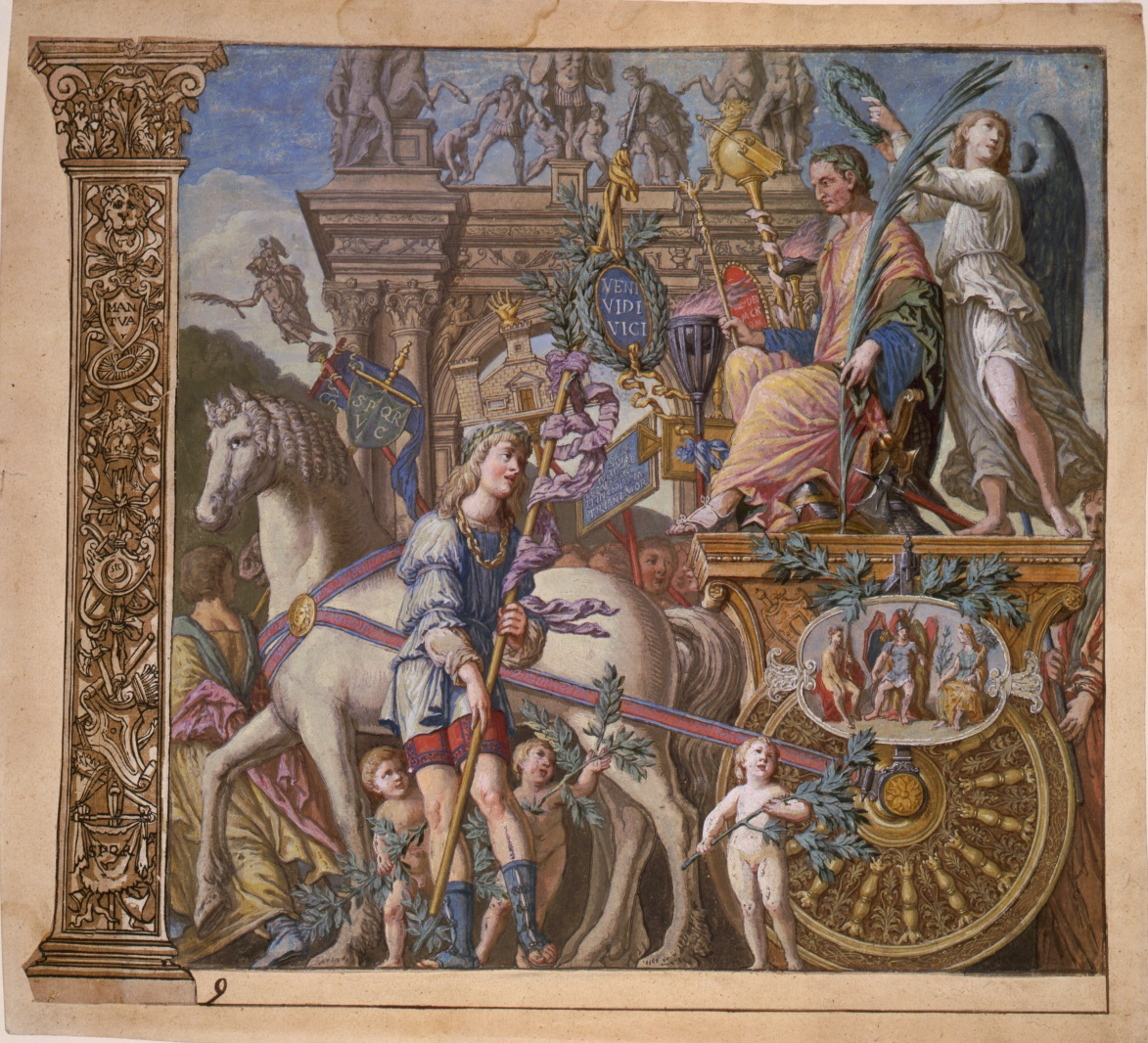

En arribar al turó Capitolí alguns caps enemics eren deixats a la presó del lloc i executats. Alguna vegada el general no va deixar fer aquestes execucions però això fou una excepció a la regla general. Una vegada executats els caps, es feien els sacrificis del brau i el bou que eren presentats a Júpiter; s'iniciava llavors una festa pública amb banquet en la qual el general estava rodejat dels seus amics al temple, i finalment a la vesprada tornava a casa precedit per torxes i escortat per una massa de ciutadans. Valeri Màxim diu que els cònsols eren invitats al banquet però se'ls enviava després una nota demanant que no hi anessin per deixar que el general fou la persona més distingida d'aquell moment. Se sap que si el botí era molt abundós, la processó podia durar hores o dies, i es coneix el cas de Flaminí,el triomf del qual va durar tres dies seguits.
El qui rebia els honors del triomf rebia també, pagat amb diner públic, un lloc per construir-hi una casa (triumphales domus) i quan moria les seves cendres es podien dipositar dins els murs de Roma. Tenia dret també a estàtues ornades amb rames de llorer, erigides sobre carruatges triomfals, al vestíbul de la casa familiar per preservar a la posteritat la fama d'aquell moment.

## Els darrers triomfs
Els triomfs es van acabar per als generals amb l'Imperi Romà quan l'emperador fou considerat el comandant en cap de tots els exèrcits i qualsevol fet militar es feia sota la seva nominal direcció, per tant, era l'únic que podia reclamar el triomf. Marc Antoni va concedir triomfs als seus llegats i també August fins almenys l'any 14 aC, data després de la qual aquestes distincions es van fer rares si és que van existir, fora de membres de la família imperial, però com a substitució es van concedir els ornaments triomfals (Triumphalia Ornamenta) que permetien a l'agraciat sortir al carrer amb les robes usades pels general triomfants, llegar als seus descendents estàtues triomfals i portar el títol de triomfador. El primer que les va gaudir hauria estat Marc Vipsani Agripa i en endavant fou un senyal de favor de l'emperador.
Belisari que va entrar a Constantinoble en quadriga a la manera dels antics temps, després de recuperar Àfrica dels vàndals. Es creu que els triomfs van ser en total uns 350. Orosi en calcula 320 des de Ròmul a Vespasià i Pitisc considerava que entre Vespasià i Belisari es van celebrar 30 triomfs.
La tradició dels triomfs perdurà fins a la baixa edat mitjana a l'Imperi Romà d'Orient. Per exemple, Manuel I Comnè celebrà triomfs el 1146, el 1149, el 1151–1152, 1159, 1167 i 1172. Després de reconquerir Constantinoble, Miquel VIII Paleòleg dedicà un triomf a la Verge Maria.

## Triomfs secundaris
Altres celebracions relacionades amb el triomf eren:
- El triumphus castrensis era la processó dels soldats cap al campament del seu tribú militar o d'algun oficial inferior al general, quan havia fet una gran gesta militar.
- L'ovació o triomf menor.
- El triomf naval

## Fasti Triumphales

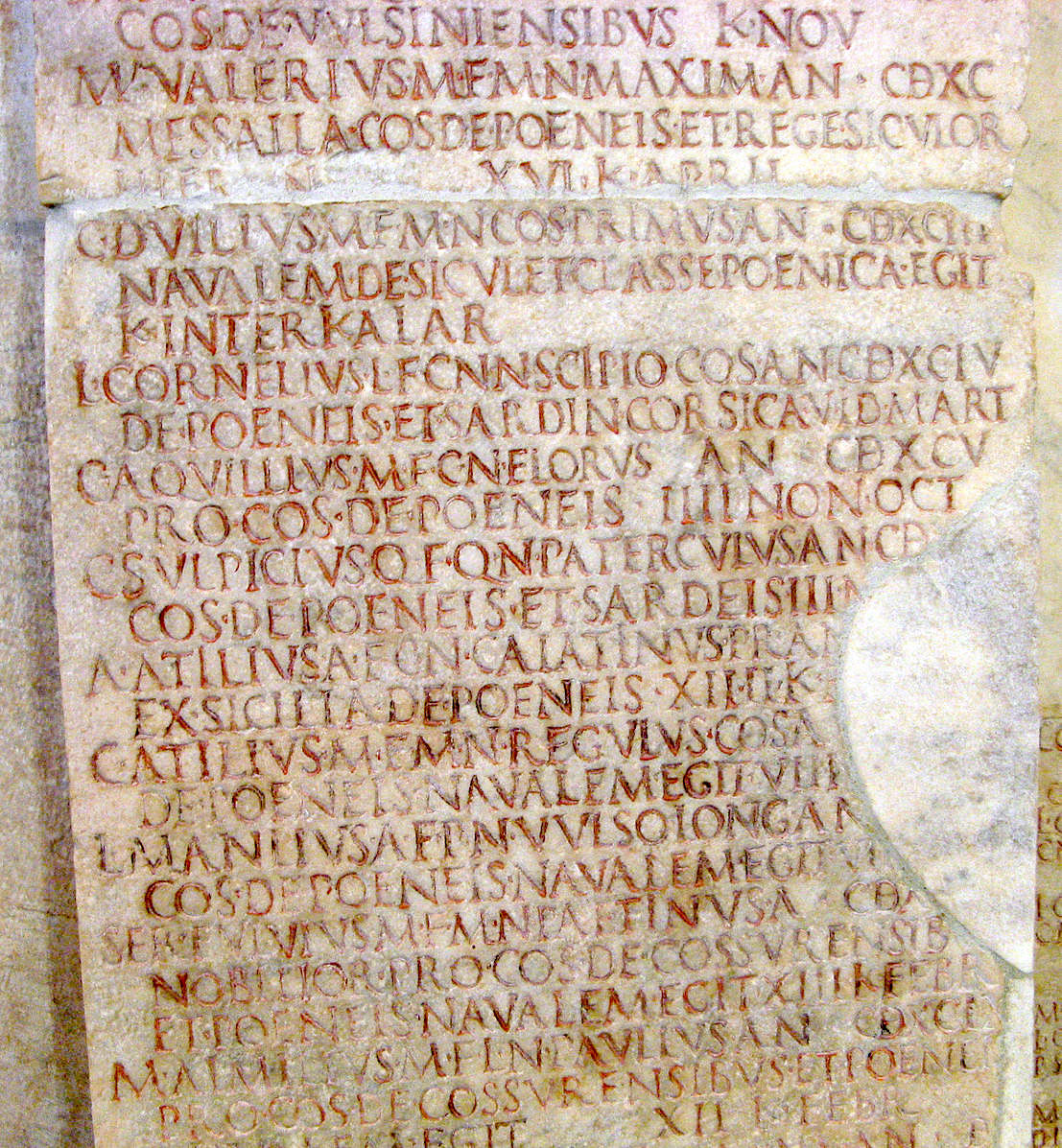
Segment XX de les Fasti triumphales, on es rememora els triomfs de la Primera Guerra Púnica

Els Fasti Triumphales, també anomenats Acta Triumphalia, eren unes taules de pedra que es van erigir al fòrum romà cap al segle xii aC durant el regnat del primer emperador, August. En elles estava inscrit el nom dels generals homenatjats, el nom del seu pare i el seu avi, el nom exèrcit al seu càrrec, el nom del poble sobre el qual havia obtingut la victòria i la data de la processó triomfal. Hi constaven prop de 200 triomfs, començant pels tres del mític Ròmul l'any 753 aC i acabant amb el de Luci Corneli Balb Major l'any 19 aC. Aquestes taules sembla que havien estat reparades en temps de l'imperi, afegint fragments de pedra similar i de la mateixa procedència.